# Condado de Pamlico
O Condado de Pamlico é um dos 100 condados do estado americano da Carolina do Norte. A sede do condado é Bayboro, e sua maior cidade é Oriental. O condado possui uma área de 1 467 km² (dos quais 594 km² estão cobertos por água), uma população de 12 934 habitantes, e uma densidade populacional de 15 hab/km² (segundo o censo nacional de 2000). O condado foi fundado em 1872.